# Operazioni militari in Veneto (1848)
Le operazioni militari in Veneto (1848) comprendono la serie dei combattimenti avvenuti nelle province venete del Regno Lombardo-Veneto, nel corso della prima guerra di indipendenza, sino alla sottoscrizione dell'armistizio di Salasco, il 9 agosto 1848.

## Moti rivoluzionari e costituzioni
Il 1848 si era inaugurato nel gennaio, con la notizia della insurrezione di Palermo contro i Borboni di Napoli, seguita da un'analoga rivoluzione a Napoli, il 27 e a Parigi il 22-24 febbraio. I sovrani italiani presero, quindi, a condedere degli statuti: Ferdinando II delle Due Sicilie e Leopoldo II di Toscana l'11 febbraio, Carlo Alberto di Savoia il 4 marzo, Pio IX il 14 marzo.
In un simile clima giunse notizia dell'insurrezione di Vienna e della caduta del Metternich, avvenute il 13 marzo. Seguì, il 17 una grande manifestazione popolare a Venezia che impose al governatore la liberazione dei detenuti politici, fra cui Manin e, il 18, l'inizio delle cinque giornate di Milano.

### Inizio delle ostilità
La notizia delle cinque giornate di Milano causò un vero e proprio sconvolgimento politico nella intera penisola: il 21 marzo Leopoldo II di Toscana, dichiarò guerra all'Austria, il 23 marzo Carlo Alberto passò il Ticino e si mise in lenta marcia verso Verona, il 24 marzo Pio IX permise la partenza, da Roma per Ferrara, di un corpo di spedizione al comando del generale Durando.

## Il corpo di spedizioneromano

Bandiera di guerra della Repubblica Romana

### Consistenza
Si trattava di un ben completo corpo di spedizione (un reggimento di cavalleria e tre reggimenti di fanteria italiani, oltre ai due svizzeri), in assetto da campagna (due batterie di artiglieria, una compagnia di artificieri, due del Genio e circa 600 Carabinieri Pontifici parte a piedi e parte a cavallo). Annoverava un totale di 7 500 uomini, tutt'altro che trascurabile, se si considera che l'esercito di Carlo Alberto ne contava circa 30 000. E ad essi andavano aggiunti, tra regolari e volontari, anche i 7 000 Toscani e, quando fossero giunti, 16 000 Napoletani.
Durando venne seguito, due giorni dopo, da un corpo misto di Guardie Civiche e di volontari, comprendente il Battaglione universitario romano, e affidato ad Andrea Ferrari. Per la via (specie a Bologna) quest'ultimo raccolse migliaia di volontari (e una batteria civica), cosicché raggiunse la notevole forza di circa 12 000 armati, cui si aggregarono altri 1 200 guidati da Livio Zambeccari.

### L'allocuzione di Pio IX
Nel frattempo, Pio IX aveva cominciato a sconfessare gli entusiasmi patriottici dei mesi precedenti. Con l'Allocuzione al concistoro del 29 aprile 1848 condannò la guerra all'Austria, addirittura inviando gli Italiani “di restare attaccati fermamente ai loro principi, di cui sperimentarono già la benevolenza (!) e non si lascino mai staccare dalla debita osservanza verso di loro”.

## La guerra dell'esercito romano in Veneto

### Entrata in combattimento dell'esercito romano
Nel frattempo, le truppe del Durando erano entrate nel Veneto austriaco, a Padova e Vicenza, evacuate dal d'Aspre sin dallo scoppio delle cinque giornate, per portarsi, con giusto intuito della situazione, a Verona, vera chiave dei possessi austriaci in Italia, ove si era ricongiunto con il Radetzky, reduce dall'umiliante sconfitta subita a Milano.
Informate dell'allocuzione del 29 aprile, le truppe dell'esercito romano decisero di non ubbidire al Papa e rimasero a svolgere l'incarico affidato loro: coprire le città libere del Veneto, appoggiandosi alla solida roccaforte di Venezia, governata dal Manin. Durando, tuttavia, dovette subire tre decisivi insuccessi strategici:
1. non poté ricongiungersi con l'esercito di Carlo Alberto (con i moltissimi volontari inquadrati dal governo provvisorio della Lombardia), che restava (inevitabilmente) schierato fra il Mincio e Verona; lo stesso Carlo Alberto, pur avendo sconfitto più volte Radetzky (Pastrengo il 30 aprile Santa Lucia il 6 maggio), non aveva ottenuto una vittoria decisiva, né conquistato Verona;
2. dall'Isonzo si avanzava un nuovo corpo d'armata austriaco, formato dal conte Nugent e forte di circa 20 000 uomini. Esso aveva passato l'Isonzo il 16 aprile, il 22 preso Udine, e poi rotto le esili file dei volontari veneti del della Marmora a Casarsa. Nugent mirava a ricongiungersi con il Radetzky a Verona, ma minacciava direttamente solo il Durando;
3. Durando non venne mai raggiunto dai notevoli rinforzi (circa 16 000 uomini) inviati da Napoli e giunti al Po e in procinto di entrare in Veneto. Proprio al passaggio del fiume, infatti, quel corpo di spedizione venne raggiunto dall'ordine di Ferdinando II di Borbone di rientrare a Napoli: rifiutarono l'ordine solo il generale Pepe, un vecchio patriota, insieme all'artiglieria e al genio (le ‘armi dotte’) con le quali raggiunse Venezia ove gli venne affidato il comando supremo delle truppe e avrebbe offerto un meraviglioso contributo lungo l'intero corso dell'assedio. Ma non poté, in alcun modo, sostenere il Corpo d'Operazione pontificio operante in Veneto.

### Uscita dal conflitto del Regno delle Due Sicilie
Ciò che era accaduto è che, il 15 maggio il Borbone aveva sciolto il Parlamento e la guardia nazionale, nominato un nuovo governo, proclamato lo stato d'assedio. Per far ciò si era spinto a reprimere un moto di rivolta a Napoli, con circa 500 morti.
Ferdinando II di Borbone agiva a causa delle ambiguità di Carlo Alberto riguardo al Ducato di Parma (retto da una dinastia borbonica ma che la popolazione voleva annettere al Regno di Sardegna) e la Sicilia (sconvolta, sin da gennaio, da una rivoluzione che aveva relegato le ‘Reali Truppe’ nella sola Piazzaforte di Messina, aveva resuscitato l'antico Regno e inviato una delegazione a Torino per offrire la Corona al secondogenito del re di Sardegna, il Duca di Genova, incontrando il rifiuto di Carlo Alberto). Contava, inoltre, la manifesta intenzione del Savoia di annettersi il Lombardo-Veneto (il 12 maggio era stato annunciato il plebiscito che sanciva l'unione della Lombardia al Regno di Sardegna, concluso trionfalmente l'8 giugno).
Tuttavia, è certo che egli non avrebbe potuto permettersi tanto, in assenza dell'allocuzione di Pio IX del precedente 29 aprile.

### La prima battaglia di Vicenza
Lasciato solo con circa 11 000 romani, oltre ai volontari veneti Durando dovette affrontare l'immediata minaccia che gli giungeva dal corpo d'armata del Nugent, che aveva passato il Piave. Cominciò portando il grosso dei romani a Montebelluna. Qui venne raggiunto dal Ferrari, con più di 7 000 volontari dello Stato Pontificio. Le due forze si scontrarono sulle rive del torrente Nasson. I romani tennero testa agli austriaci per due giorni (8-9 maggio), prima di ripiegare verso Treviso.
Alla fine Nugent poté passare la Brenta, raggiungere Vicenza e passare oltre, verso Verona. A metà strada incontrò Radetzky che gli comandò di assalire Vicenza. Cosa che avvenne il 23 maggio, al comando del Thurn. Ma a comandare la guarnigione era, nel frattempo, rientrato il Durando, oltre a rinforzi da Venezia e i circa 20 000 Austriaci dovettero ripiegare, la mattina del 24 maggio.

### La seconda battaglia di Vicenza
Grandi furono gli elogi, in quei giorni, per i romani del Durando che avevano dimostrato un genuino spirito nazionale, battendosi con valore a difesa di una città veneta, e guidando i volontari locali (come, però, erano veneti anche numerosi soldati dell'armata austriaca Archiviato il 16 agosto 2020 in Internet Archive. che riconquistò la città).
Ma, ancora una volta, Radetzky non era sconfitto e, anzi, si era ricongiunto con i rinforzi del Nugent. Egli poté, quindi, portare l'intero esercito a Mantova e, di lì, tentare una grande offensiva da tergo, verso le linee di Carlo Alberto, rallentata dai Toscani del De Laugier a Curtatone e Montanara e brillantemente arrestata dal Bava a Goito, il 30 maggio. Lo stesso giorno seguì la resa della Peschiera. 

Radetzky, allora, rovesciò il fronte e portò l'intero esercito (circa 40 000 uomini) direttamente su Vicenza. Durando venne investito il 10 giugno: ancora una volta i suoi accettarono battaglia e si portarono assai bene ma dovettero, infine, capitolare.
Secondo i patti, l'esercito del Durando consegnò Vicenza e Treviso e promise di non combattere gli Austriaci per tre mesi. In cambio, venne loro permesso di evacuare oltre il Po.
L'unica forza combattente ancora presente in territorio veneto era la città di Venezia, che, proprio allora, rimase isolata e cominciò a prepararsi a un lungo assedio.

## Ragioni della sconfitta
In effetti il Pieri si dice certo che la partita sia stata decisa dal mancato arrivo dei 16 000 Napoletani del Pepe: il posizionamento dell'esercito romano, infatti, era stato mantenuto proprio in funzione dell'atteso arrivo dei rinforzi. Ma, una volta conosciuto il tradimento del Borbone, Durando non si sentì di abbandonare Vicenza, Treviso e Padova a facili scorrerie austriache, benché la sua inferiorità tattica fosse, in effetti, ormai palese a tutti. Quindi anche al Radetzky che, sottolinea il Pieri, decise l'azione su Vicenza proprio perché contava sull'assenza del corpo napoletano.
Quanto al mancato soccorso da parte di Carlo Alberto aveva, rispetto al feldmaresciallo il rilevante svantaggio strategico di manovrare per linee esterne, ciò che rendeva impossibile un soccorso diretto a Vicenza. La sua responsabilità, semmai, fu di non premere su Verona, impedendo al Radetzky di portare con sé tanti soldati. Ciò che appare tanto più grave, se si tien conto che, solo 16 giorni prima, Durando aveva dimostrato di saper tener testa a 20 000 uomini del Thurn. Ma 40 000 erano troppi.

## Eventi successivi

### L'Armistizio di Salasco
Poi venne la serie di scontri passati alla storia come la battaglia di Custoza, il 23-25 luglio. Di lì Carlo Alberto cominciò una veloce, ma ordinata, ritirata verso l'Adda e Milano. Giunto Carlo Alberto in Milano, lì si svolse, il 4 agosto la battaglia di Milano, al termine della quale il sovrano si risolse a chiedere l'armistizio di Salasco. I preliminari vennero sottoscritte il 5, il definitivo il 9, a Vigevano.

### La battaglia di Novara
Entrambi i contendenti principali (Carlo Alberto e Radetzky sapevano che la tregua era solo temporanea: occorreva che una nuova guerra decidesse, definitivamente, della supremazia in Lombardia. Il momento venne il 22-23 marzo con la sconfitta di Novara e l'armistizio del 24.

### Invasione della Toscana, delle Legazioni pontificie e del Lazio
A quel punto il nuovo sovrano sardo, Vittorio Emanuele II, dovette concentrarsi sulla caotica situazione politica interna e Radetzky poté dedicarsi alla riconquista della Toscana e delle Legazioni. 

Mentre il generale francese Oudinot, dopo un primo tentativo fallito miseramente il 30 aprile, sottoponeva Roma a un assedio durato circa un mese, che portò alla caduta della neoproclamata Repubblica.

### Assedio di Venezia
Ultimo vessillo della rivoluzione del 1848 resisteva, indomita ma assediata, solo la città-fortezza di Venezia.